# Nicola Coughlan
Nicola Coughlan (Galway, 9 januari 1987) is een Iers actrice.

## Carrière
Coughlan acteert sinds jonge leeftijd in een aantal series en films. Ze zat zowel op Oxford School of Drama en Birmingham School of Acting. Ze speelde onder andere in de series Bridgerton, Derry Girls en Simsala Grimm.

## Filmografie

### Films
| Jaar | Film                          | Rol                              | Extra      |
| ---- | ----------------------------- | -------------------------------- | ---------- |
| 1997 | My Brother's War              | Klein meisje dat de zwanen voert | uncredited |
| 2008 | Summer of the Flying Saucer   | Janis                            | stem       |
| 2011 | Thor: De Legende van Walhalla | Edda                             | stem       |
| 2012 | Gummi T                       | Lottie                           | stem       |
| 2013 | Svengali                      | Club Girl                        |            |
| 2023 | Barbie                        | Diplomat Barbie                  |            |
| 2024 | Seize Them!                   | Humble Joan                      |            |

### Series
| Jaar       | Serie            | Rol                      | Extra         |
| ---------- | ---------------- | ------------------------ | ------------- |
| 2004-2005  | The Fairytaler   | Verschillende personages | 7 afl.        |
| 2010       | Simsala Grimm    | Verschillende personages | stem, 25 afl. |
| 2010       | Simsala Grimm II | Verschillende personages | stem, 26 afl. |
| 2012       | Doctors          | Marie Callaghan          | 1 afl.        |
| 2018       | Harlots          | Hannah Dalton            | 7 afl.        |
| 2018-heden | Derry Girls      | Clare Devlin             | 12 afl.       |
| 2020-heden | Bridgerton       | Penelope Featherington   | 9 afl.        |
| 2023       | Dodger           | Queen Victoria           |               |
| 2024       | Big Mood         | Maggie                   | 6 afl.        |
| 2024       | Doctor Who       |                          | kerstspecial  |

### Prijzen en nominaties
| Jaar | Prijs                      | Categorie                                                | Film/Serie | Resultaat |
| ---- | -------------------------- | -------------------------------------------------------- | ---------- | --------- |
| 2021 | Screen Actors Guild Awards | Outstanding Performance by an Ensemble in a Drama Series | Bridgerton |           |

- MusicBrainz: 9af0c8fe-4e83-4867-b785-62fac11b3a9b